# Enrico Risi
Enrico Risi (Sant'Elia Fiumerapido, 15 settembre 1856 – 3 maggio 1916) è stato un pittore e decoratore italiano di stile impressionista.

## Biografia
Nacque e morì a Sant'Elia Fiumerapido. Si formò all'Accademia di belle arti di Napoli e a Roma. Dipinse principalmente a Napoli, dove restaurò affreschi per il Teatro Mercadante; e decorò la Biblioteca di San Pietro a Maiella, i soffitti della Galleria Umberto I, e gli affreschi per il Palazzo della Borsa, e la sala d'attesa della Stazione Centrale . Dipinse anche per le chiese di Casalucense e di Santa Maria la Nova in Sant'Elia.
Espose alle promotrici partenopee ritratti, quadri di storia e di genere. All'Esposizione di Palermo del 1891 espose le opere Isabella Orsini e II Ritratto di Vittorio Emanuele II (Caserta, sala del Consiglio Provinciale). La maggior parte delle sue opere si trova a Napoli.

## Opere
- Ritratto di signorina romana (1886)
- Un mesto viaggio (1888)
- Giordano Bruno al rogo (1890)
- Verità, 1891
- Per l'onomastico (1891)
- Ritratto della principessa Letizia (1891)
- Disillusa (1892)
- Cari ricordi (1894)
- Prima neve (1896)